# Valentín Vázquez de Prada
Valentín Vázquez de Prada Vallejo (Valderas, León, 31 de marzo de 1925) es un historiador español y catedrático emérito de Historia Moderna y Contemporánea en la Universidad de Barcelona; y profesor de Historia Moderna y Director del Departamento de Historia Moderna y Contemporánea de la Universidad de Navarra.

## Biografía
Miembro de una familia de la hidalguía astur, con solar en Proaza, nació en la localidad leonesa de Valderas el 31 de marzo de 1925, optó por iniciar sus estudios universitarios en Filosofía y Letras en la Universidad de Valladolid y se doctoró en la de Madrid.
Entre 1951-1956 estudia en la École Pratique des Hautes Études de París, donde fue discípulo de Fernand Braudel y colaboró con él, se planteó centrar su investigación en la historia económica, un campo prácticamente inédito en la historiografía de España. De hecho, «forma parte de la generación de introductores en España de la historia económica y de las influencias de la Escuela de Annales.»
Casado en 1951 Mari Carmen Tiffe Ormazábal, desde 1955 es profesor adjunto, por oposición, de la Universidad de Zaragoza. En 1959 obtuvo plaza de catedrático en la Universidad de Barcelona.
Ha ejercido como "Attaché de recherches" en el Centro Nacional para la Investigación Científica, en París, como "Visiting Professor" en la Eastern Illinois University, y como director departamental de Historia Moderna en la Institución Milá y Fontanals de investigación de Humanidades en Barcelona.
Tras la muerte de su mujer, madre de sus cinco hijos, en la Clínica Quirón de Barcelona, en la Nochebuena de 1969, se trasladó a Pamplona, ya en 1970, donde inició su docencia como profesor ordinario de Historia Moderna de la Facultad de Filosofía y Letras de la Universidad de Navarra.
En la década de los setenta puso en marcha en esta última universidad el Departamento de Historia Moderna y Contemporánea, con la ayuda de un grupo de jóvenes historiadores entre los que se encontraban nombres como los de Gonzalo Redondo, Luis Miguel Enciso, Vicente Cacho, José Manuel Cuenca Toribio, José Luis Comellas, Rodrigo Rodríguez Garraza o José Andrés-Gallego.
En 1994 es nominado para el Premio Príncipe de Viana de la Cultura otorgado por el Consejo Navarro de Cultura.
Es padre de la investigadora y profesora de Historia Contemporánea, Mercedes Vázquez de Prada Tiffe.

## Obras
Ha publicado numerosos artículos en una amplia variedad de revistas y congresos, tanto de España como internacionales.
Respecto a libros, es el autor de los cuatro volúmenes de Lettres Marchandes D'Anvers (SEVPEN, 1960-1963); entre otras obras, como Felipe II (en neerlandés: Filips II Heerser van een Wereldruk) (Unieboek B.V., 1975), Felipe II y Francia (1559-1598). Política, religión y razón de Estado (Universidad de Navarra, 2004).
En 2015, a sus noventa años, el Gobierno de Navarra le publicó Mercaderes navarros en Europa. Siglo XVI.